# کاکتوس‌های جنوب
کاکتوس‌های جنوب (نام علمی: Austrocactus) نام یک سرده از زیرخانواده کاکتوس‌واریان است.